# Nissan Gloria
Nissan Gloria – samochód osobowy klasy średniej-wyższej produkowany przez japońską firmę Nissan w latach 1959–2004. Dostępny jako 4-drzwiowy sedan. Do napędu używano silników R4, R6 i V8. Moc przenoszona była na oś tylną (opcjonalnie AWD - X i XI generacja) poprzez automatyczną skrzynię biegów. Powstało jedenaście generacji modelu. Samochód został zastąpiony przez model Fuga.

## Dane techniczne ('79 R6 2.8)

### Silnik
- R6 2,8 l (2753 cm³), 2 zawory na cylinder, SOHC
- Układ zasilania: wtrysk Bo L-Jet
- Średnica cylindra × skok tłoka: 86,00 mm × 79,00 mm
- Stopień sprężania: 8,3:1
- Moc maksymalna: 145 KM (107 kW) przy 5200 obr./min
- Maksymalny moment obrotowy: 226 N•m przy 4000 obr./min

### Osiągi
- Przyspieszenie 0-100 km/h: b/d
- Prędkość maksymalna: b/d

## Dane techniczne ('99 V6 3.0)

### Silnik
- V6 3,0 l (2987 cm³), 4 zawory na cylinder, DOHC, turbo
- Układ zasilania: wtrysk
- Średnica cylindra × skok tłoka: 93,00 mm × 73,30 mm
- Stopień sprężania: 9,0:1
- Moc maksymalna: 280 KM (206 kW) przy 6000 obr./min
- Maksymalny moment obrotowy: 387 N•m przy 3600 obr./min

### Osiągi
- Przyspieszenie 0-100 km/h: b/d
- Prędkość maksymalna: b/d

## Galeria

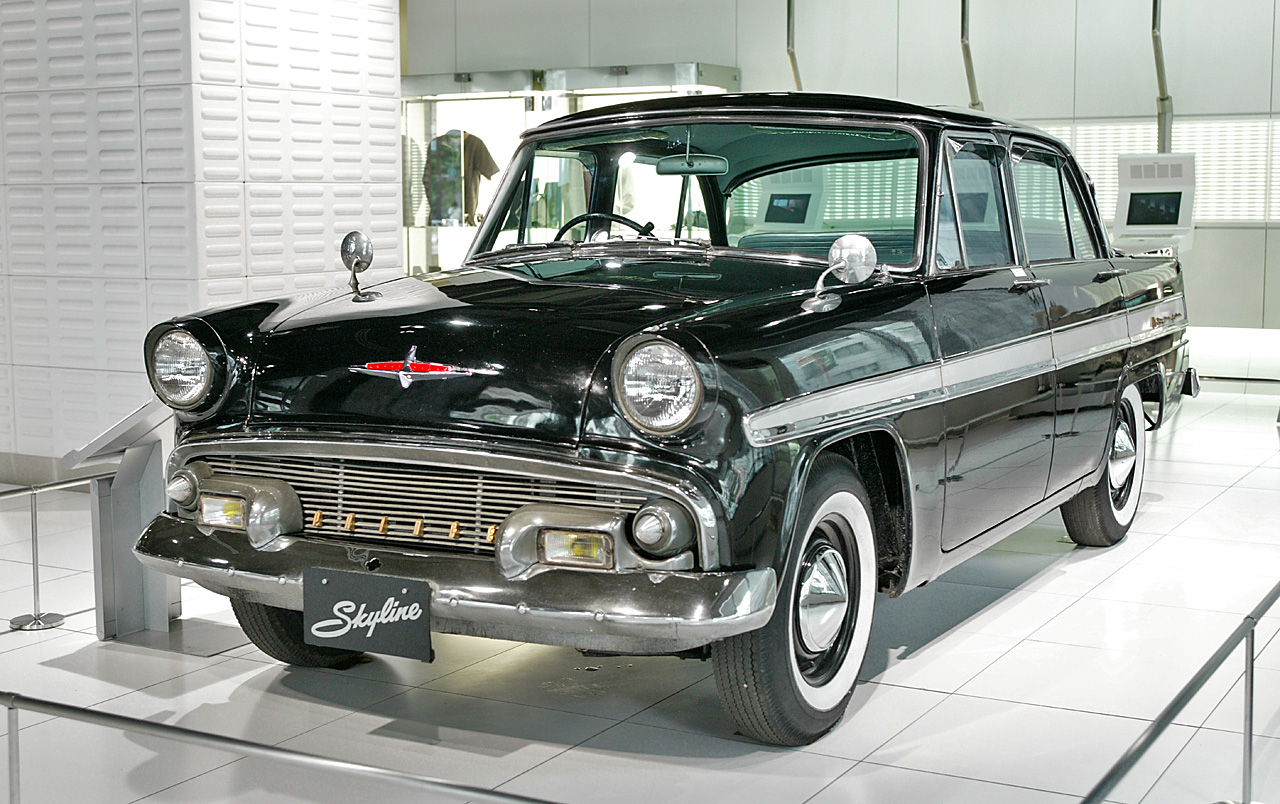
'59-'63 Gloria
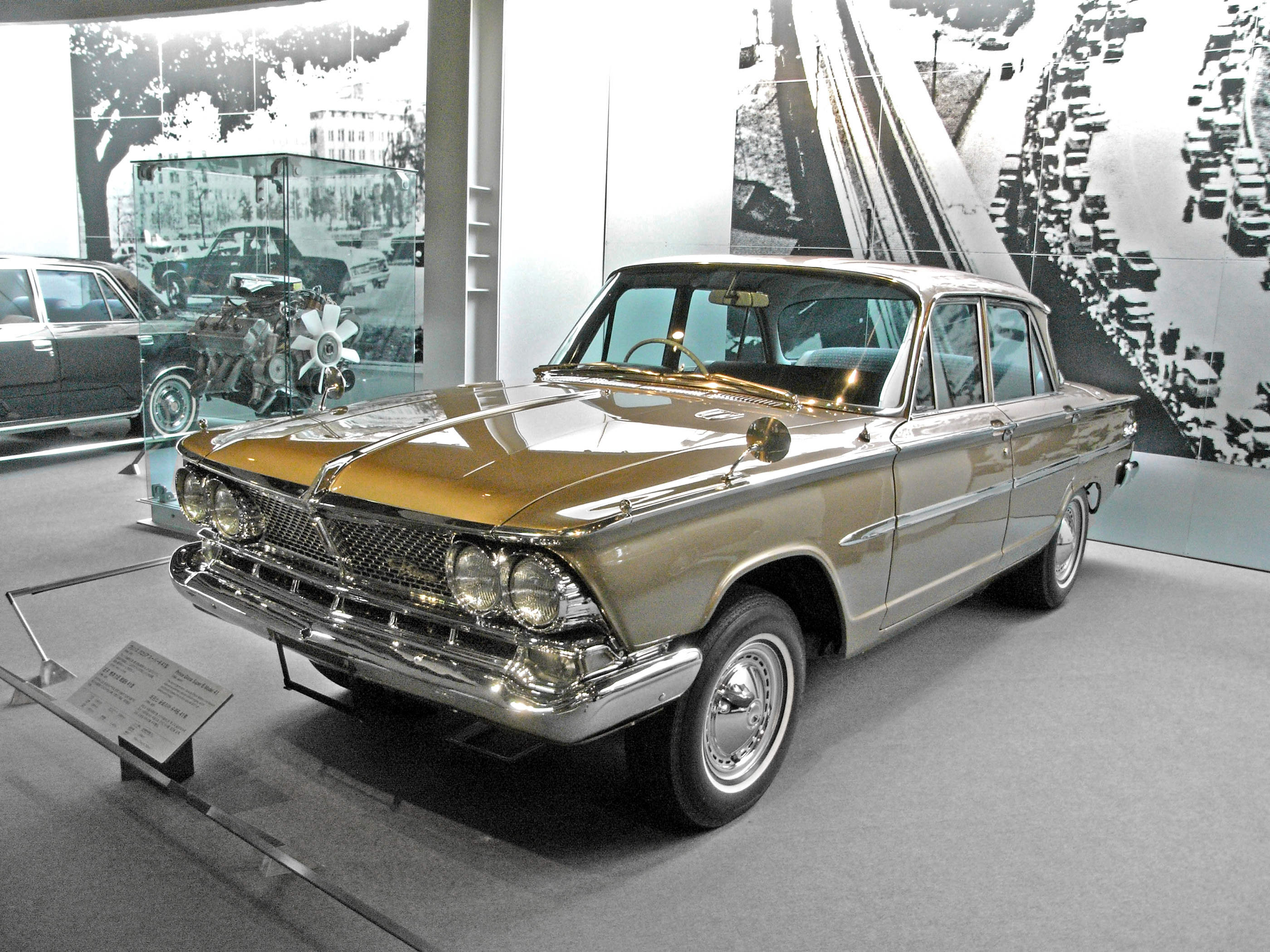
'62-'67 Gloria
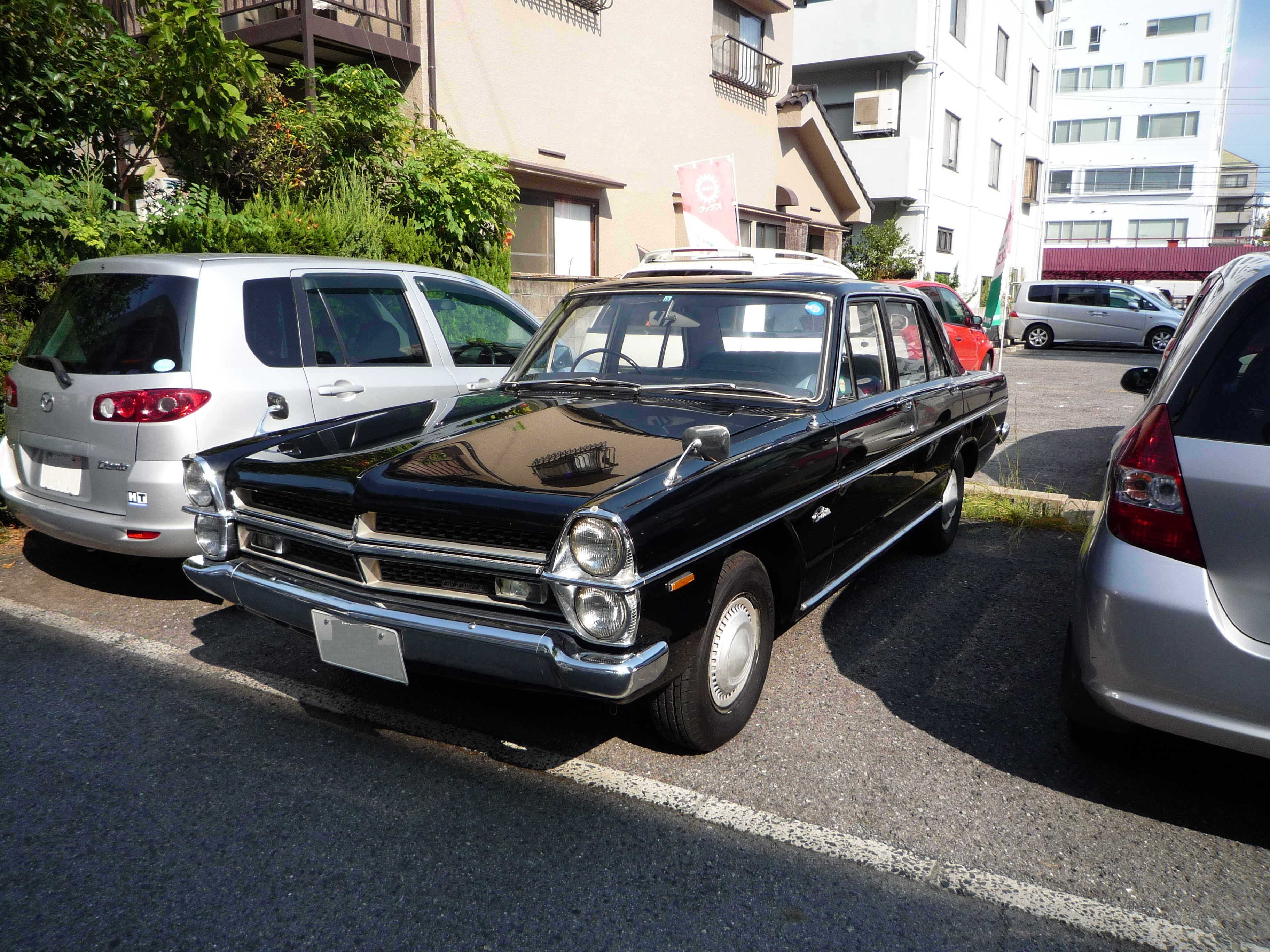
'67-'71 Gloria
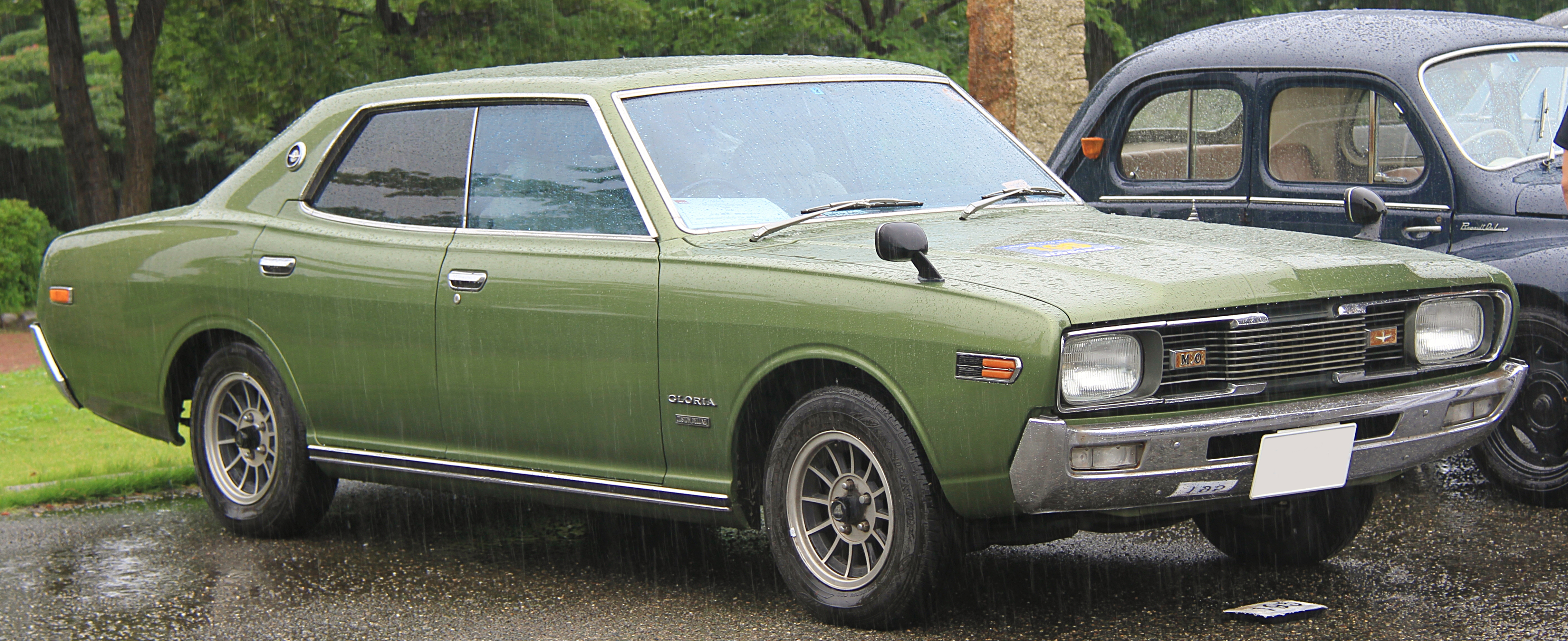
'71-'75 Gloria
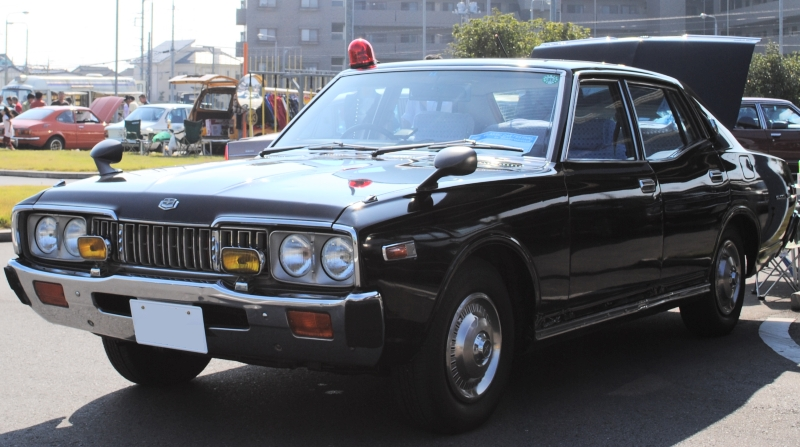
'75-'79 Gloria
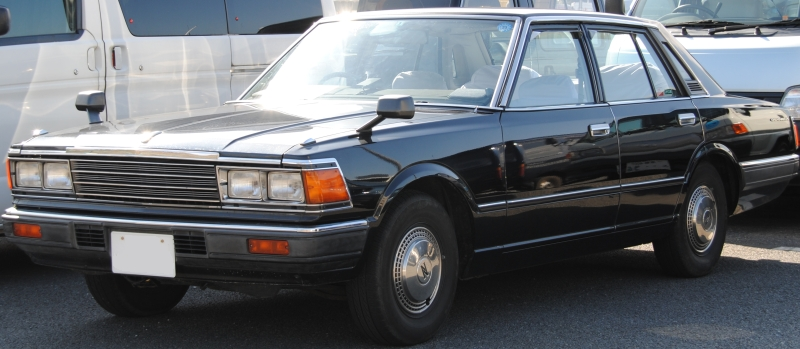
'79-'83 Gloria
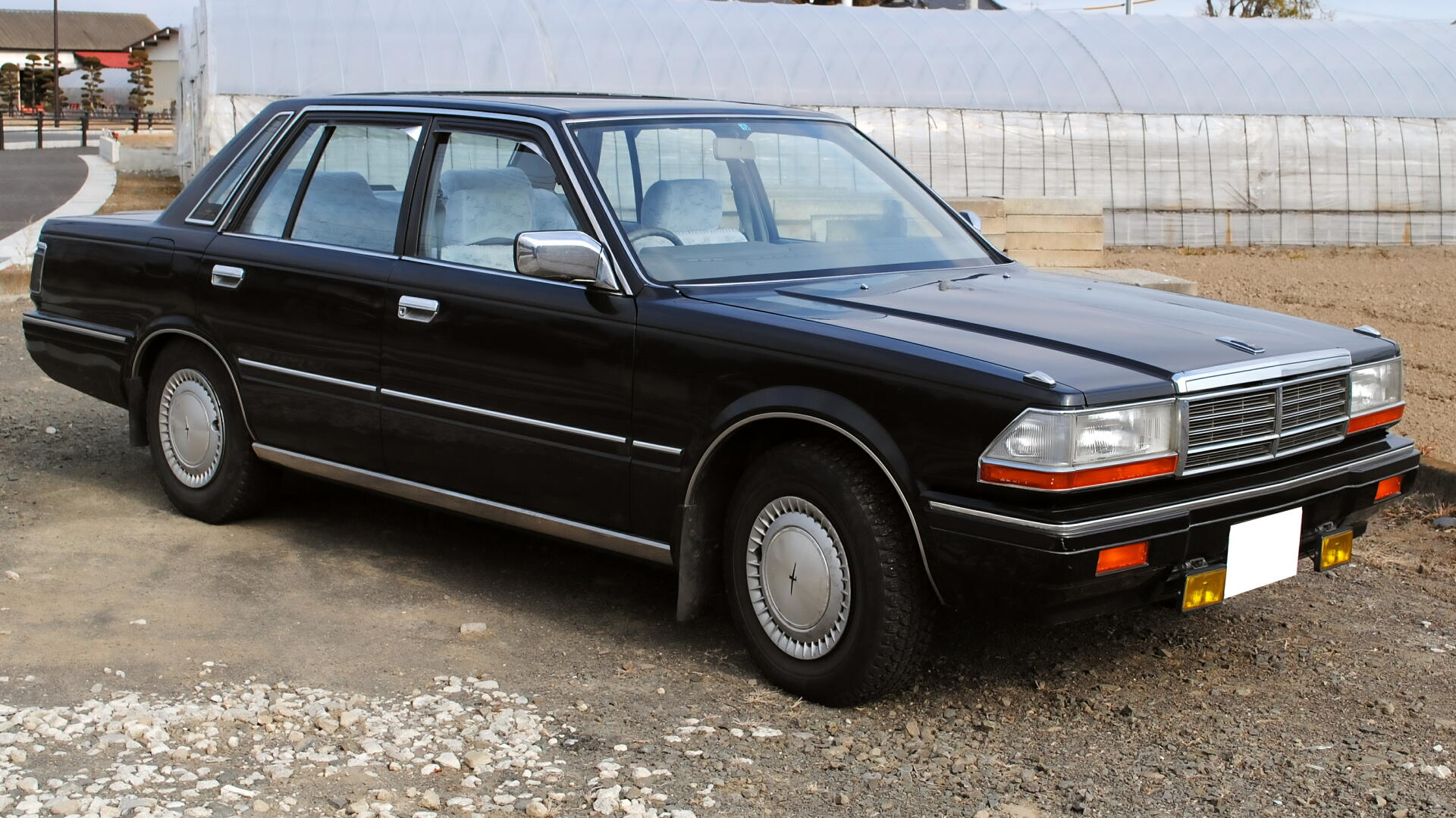
'83-'87 Gloria
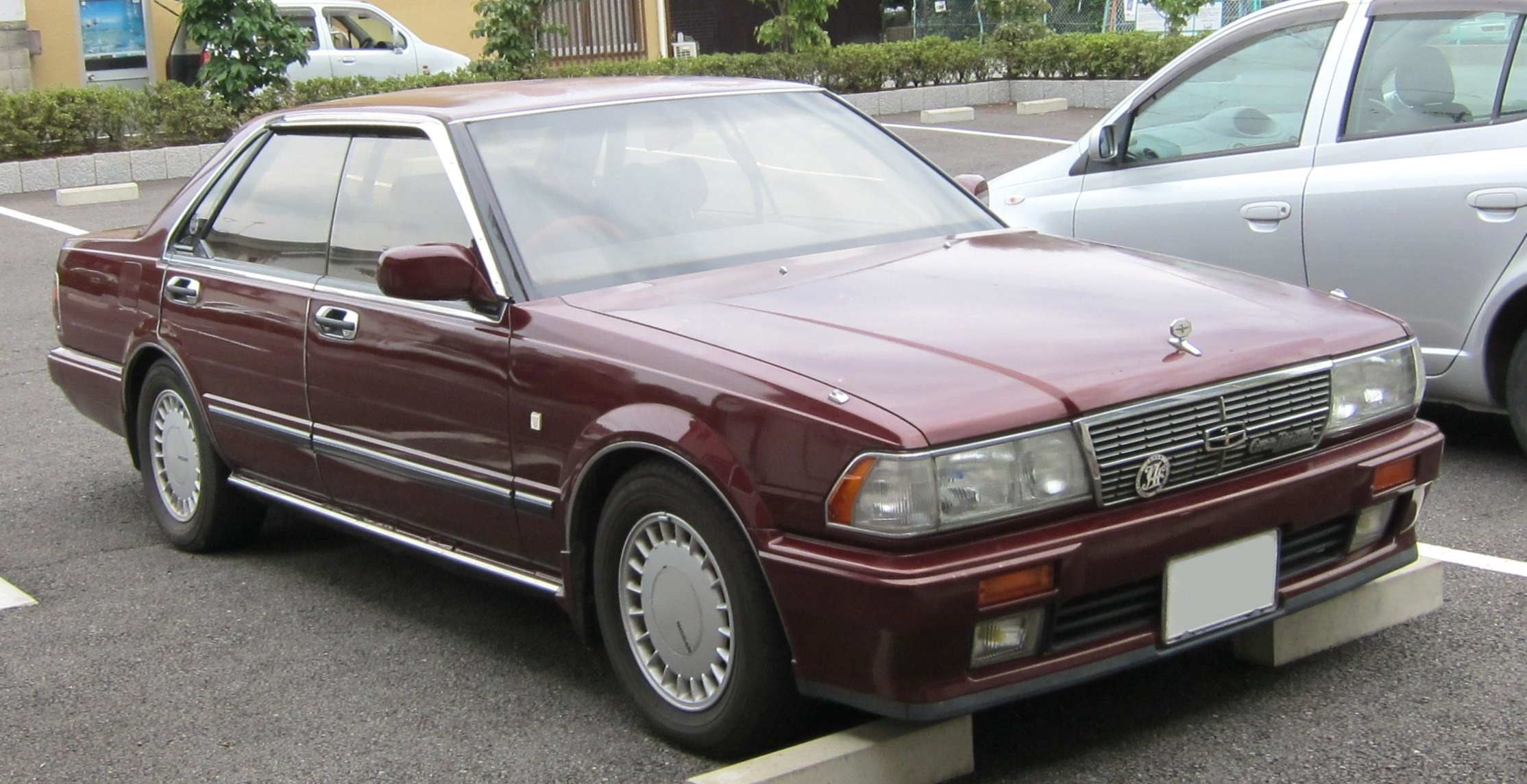
'87-'91 Gloria
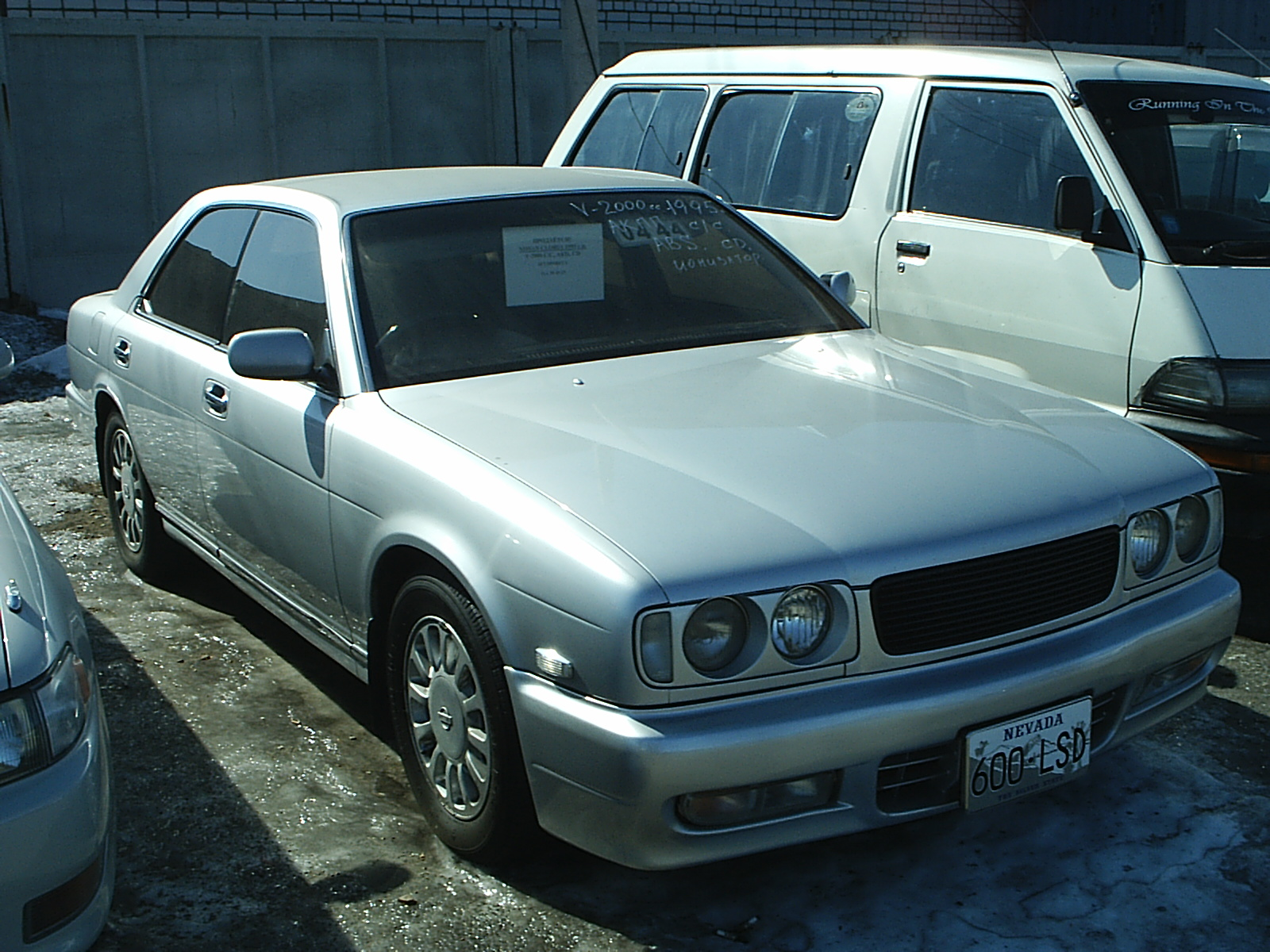
'91-'95 Gloria
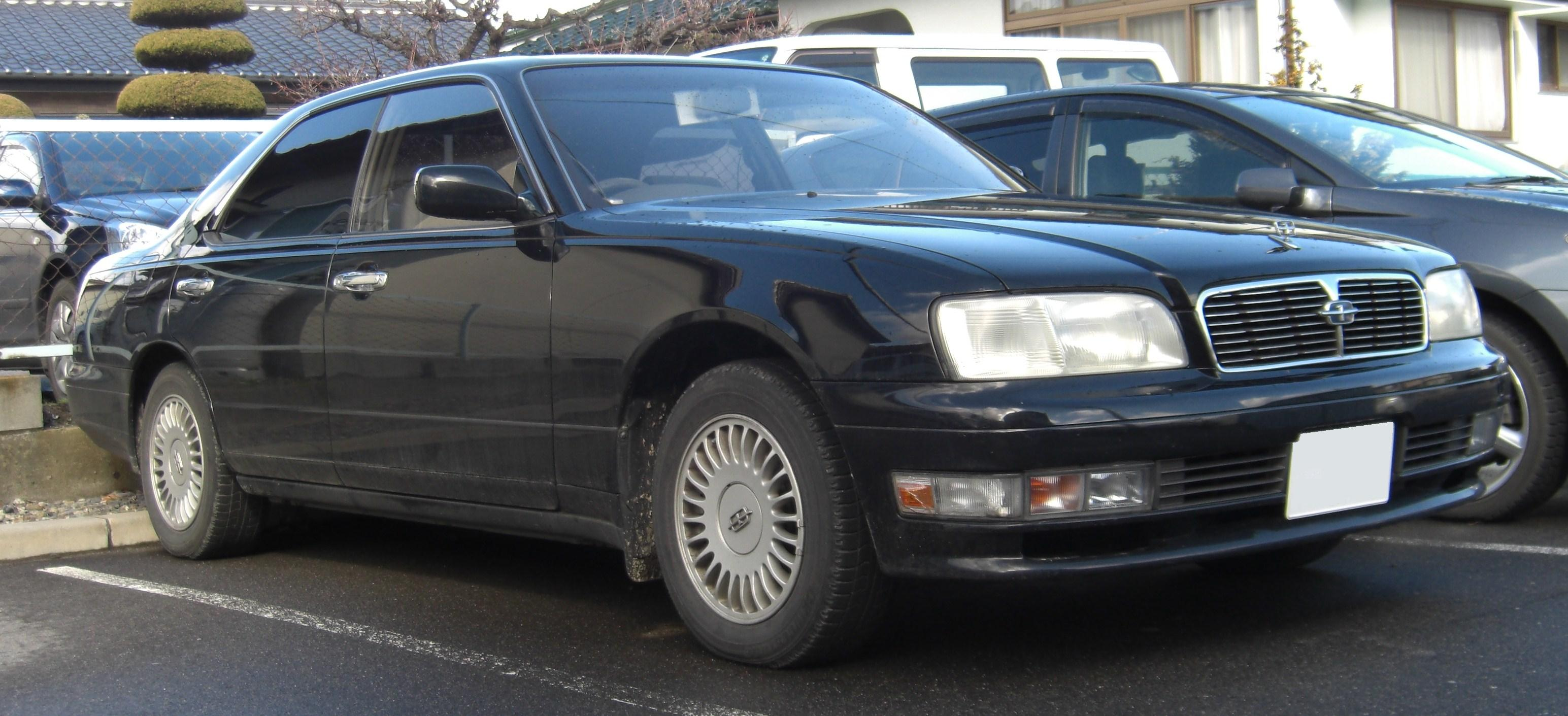
'95-'99 Gloria
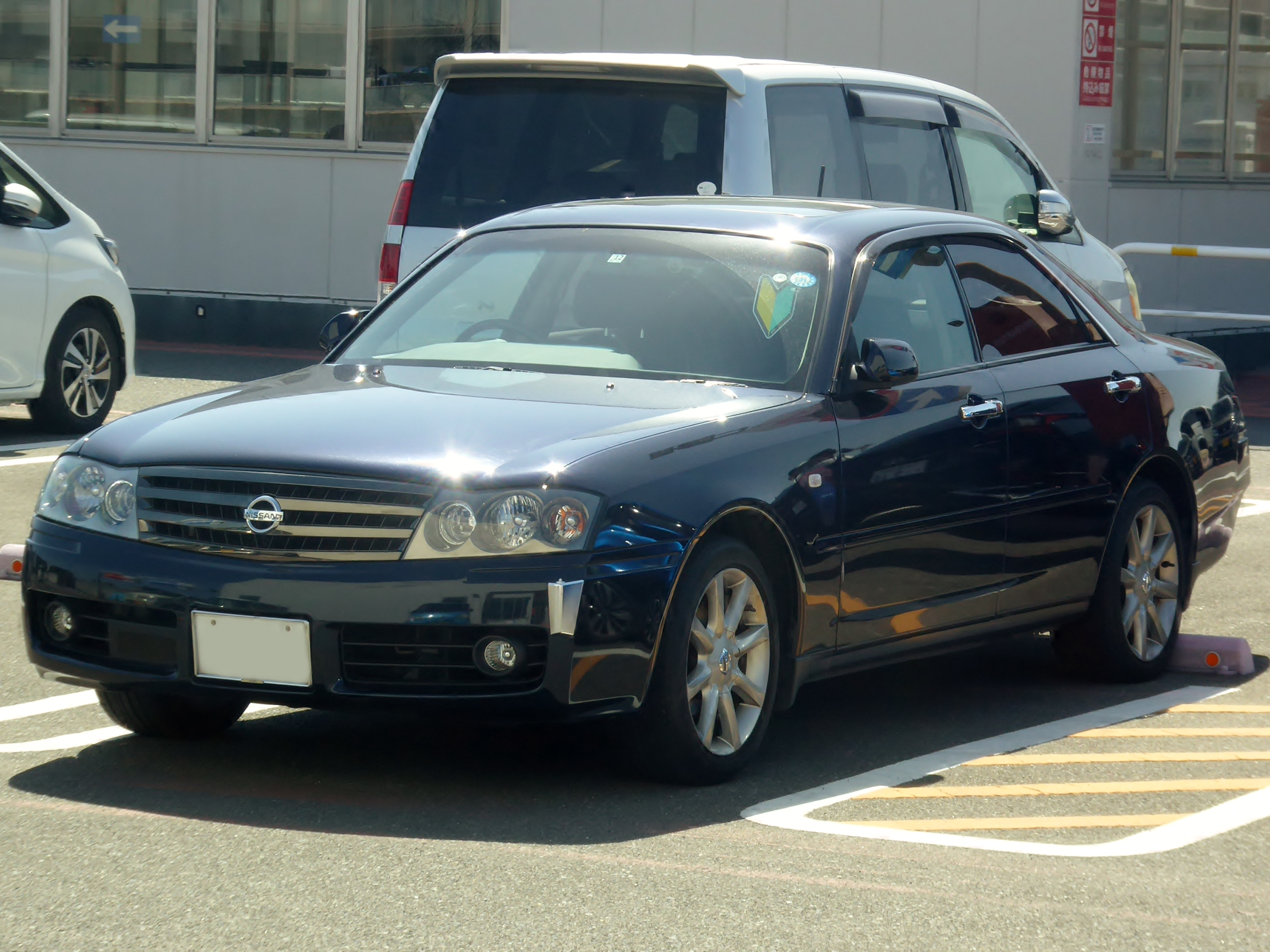
’99-‘04 Gloria